# Ricomincio da tre
Pour plus de détails, voir Fiche technique et Distribution.
Ricomincio da tre est un film italien réalisé par Massimo Troisi, sorti en 1981.
Le film, joué en grande partie en dialecte napolitain, est la première expérience de Troisi sur grand écran, à la fois en tant qu'acteur et réalisateur. Il a connu un grand succès auprès du public et de la critique, à tel point qu'il a atteint des records de recettes (1er du box-office Italie 1980-1981 avec 15 milliards de lires de recettes) et a remporté deux David di Donatello, pour le meilleur film et le meilleur acteur, ainsi que quatre Rubans d'argent et de nombreuses autres récompenses.

## Synopsis
Gaetano est un garçon timide et doux qui vit à San Giorgio a Cremano avec ses parents, son frère et sa sœur. Fatigué de la vie provinciale composée uniquement de sa famille (avec son père Ugo qui, en outre, a une main manquante et ne fait que prier pour qu'un miracle la fasse pousser), des sorties banales avec ses amis, dont l'affectueux Lello Sodano, avec lequel il a souvent un rapport conflictuel, et de son travail insatisfaisant de vendeur d'orangeades dans la rue, il décide de partir à Florence chez sa tante paternelle Antonia. Gardant à l'esprit que son départ n'est pas une émigration mais un simple voyage pour explorer de nouveaux endroits et vivre de nouvelles expériences (il dit que puisqu'il a déjà une famille, des amis et un travail, il ne veut pas « partir de zéro » mais « partir de trois », lignes qui donnent son titre au film), Gaetano part en auto-stop et parvient à se faire conduire par un chauffeur, qui s'avère être un homme dépressif avec des tendances suicidaires, qui a décidé de mettre fin à sa vie en écrasant sa voiture pour ne pas être découvert. Gaetano parvient à le dissuader de ses intentions suicidaires et à le convaincre de l'emmener à Florence, où il accepte de l'accompagner dans un centre de santé mentale. Gaetano y rencontre l'infirmière Marta, qui l'impressionne.
Arrivé chez sa tante à Florence, il se voit contraint de la quitter peu de temps après car cette même tante a une liaison avec un amant qu'elle cache à la famille ; ne voulant pas s'en mêler, il s'installe chez Frankie, un prêcheur ami de sa tante. Le lendemain, Gaetano rencontre à nouveau Marta et se lie d'une forte amitié avec elle, commençant même à lui faire la cour de façon un peu maladroite. Frankie, quant à lui, tente d'abord en vain de convaincre Gaetano de le suivre lors d'une sortie au cours de laquelle il accompagne un groupe de personnes âgées à un sanctuaire. Ensuite Frankie lui demande de l'accompagner dans un prêche en porte à porte. Il l'emmène d'abord chez Mme Ida, une vieille dame sévère, mère de Robertino, un jeune homme maladroit qui, harcelé par sa mère, a grandi avec de nombreux troubles intérieurs ; Gaetano conseille à Robertino de se rebeller et de faire ce qu'il veut, ce qui épouvante Ida et déçoit Frankie, pris en porte à faux. Quelques jours plus tard, Lello arrive également en visite à Florence et Gaetano réussit à obtenir un rendez-vous avec Marta. Ils découvrent alors qu'ils sont amoureux et s'embrassent ; Gaetano passe d'abord la nuit chez elle, puis s'y installe définitivement. Un jour, alors que tous les amis, y compris Lello, sont réunis chez Marta et Gaetano, la jeune fille, qui écrit un roman avec l'aide d'un ami, rédige un chapitre dans lequel elle raconte à la première personne une infidélité qu'elle a commise avec un adolescent. Lello soupçonne que Marta a été inspirée dans son écriture par quelque chose qui lui est réellement arrivé, et essaie de le faire comprendre à Gaetano, mais ce dernier le fait taire.
Afin d'achever tranquillement le roman, Marta part quelques jours chez son amie ; à son retour, Gaetano, qui réfléchissait tranquillement à ce que lui avait dit Lello (partie entre-temps en Campanie), est décidément très nerveux. Lorsque Gaetano dit qu'il a dormi chez son amie Jeanne (sans rien faire de particulier avec elle), Marta fait une crise de jalousie et s'inquiète, car être jaloux ne fait pas partie de sa nature, puis révèle à Gaetano qu'elle l'a trompé, confirmant ainsi les soupçons de Lello.
Gaetano accuse le coup, mais il essaie de faire bonne figure et profite du fait qu'il doit retourner à San Giorgio pour le mariage de sa sœur Rosaria pour essayer de se changer les idées, décidant même de partir quelques jours en avance, ce qui le conduit à se disputer avec Marta. Lors du mariage, Gaetano se rend compte qu'il est toujours amoureux de Marta malgré tout et décide de retourner à Florence. À son retour, Marta annonce à Gaetano qu'elle est enceinte et, après avoir admis qu'elle a eu des rapports sexuels avec un garçon de 17 ans, elle déclare qu'elle ne sait pas qui est le père naturel de son enfant, mais qu'elle veut quand même l'élever avec Gaetano.
Le film se termine par une discussion entre Gaetano et Marta sur le nom à donner au garçon à naître ; Marta propose « Massimiliano », que Gaetano juge trop long (disant qu'un enfant portant un tel nom serait désobéissant car sa mère ne pourrait pas l'appeler à temps en le voyant partir sans permission), et propose à la place « Ugo », pour finir par transiger et choisir « Ciro ».

## Fiche technique
- Titre original : Ricomincio da tre[4]
- Réalisation : Massimo Troisi
- Scénario : Massimo Troisi et Anna Pavignano
- Photographie : Sergio D'Offizi (it)
- Montage : Antonio Siciliano (it)
- Musique : Pino Daniele
- Décors et costumes : Maria Grazia Pera
- Sociétés de production : Italian International Film, Yarno Cinematografica
- Pays de production :  Italie
- Langue originale : italien
- Genre : comédie
- Durée : 108 minutes
- Date de sortie : 
  - Italie : 7 mars 1981

## Distribution
- Massimo Troisi : Gaetano
- Fiorenza Marchegiani : Marta
- Marco Messeri : le fou
- Lello Arena : Raffaele 'Rafè' Sodano
- Laura Nucci : Ida, la mère de Robertino
- Renato Scarpa : Robertino
- Lino Troisi : Ugo, le père de Gaetano
- Jeanne Mas : Jeanne